# طيران أيسلندا كونكت

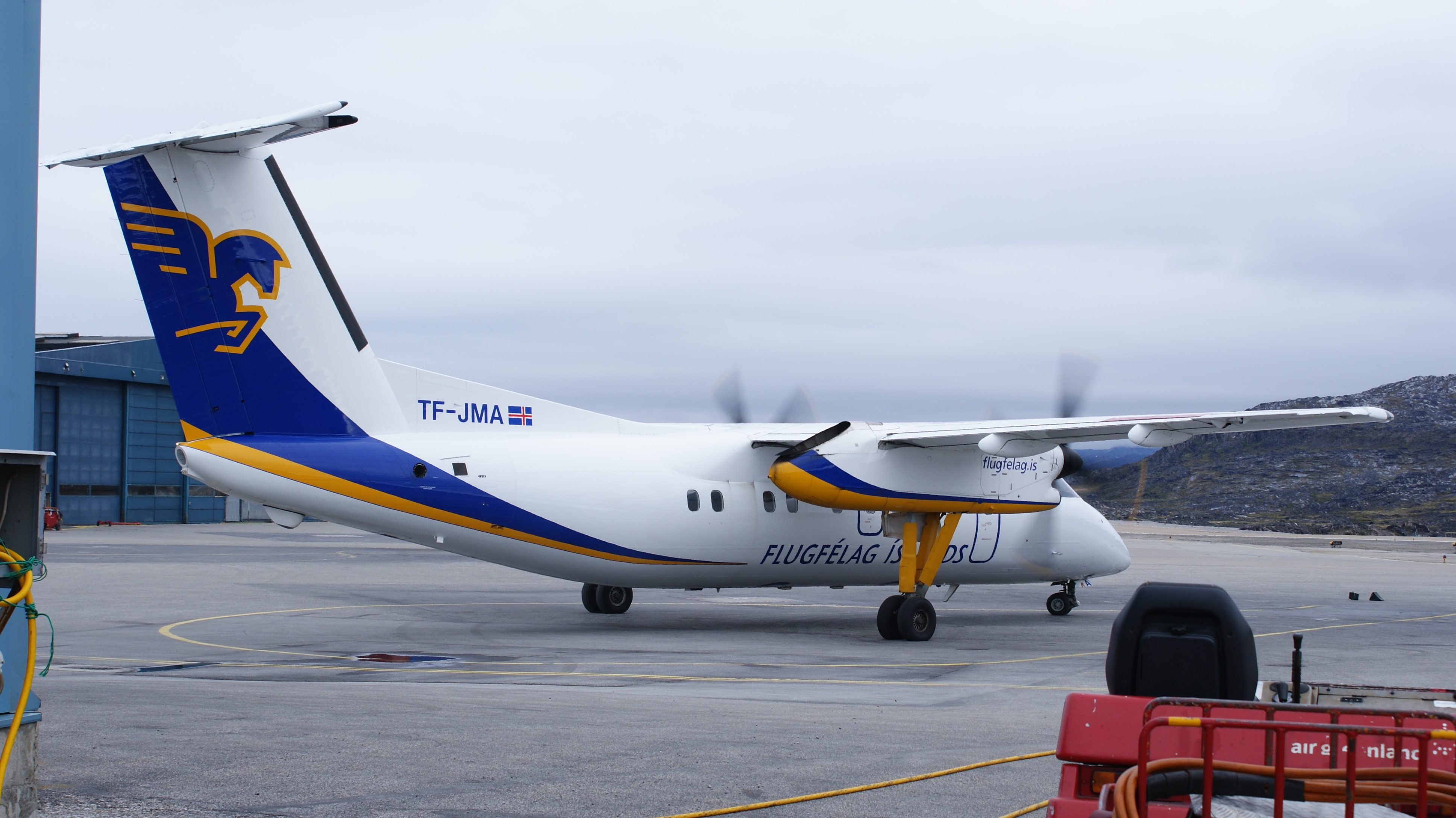
طائرة داش 8 في مطار إيلوليسات بجرينلاند.

طيران أيسلندا (بالإنجليزية: Air Iceland، وبالأيسلندية: Flugfélag Íslands)، هي شركة طيران إقليمية أيسلندية، مكتبها الرئيسي في مطار ريكيافيك في ريكيافيك عاصمة أيسلندا. وهي تشغل خطوط طيران منتظمة إلى وجهات محلية وإلى جرينلاند وجزر فارو. قواعدها الرئيسية في مطار ريكيافيك ومطار أكوريري [الإنجليزية]
. وهي إحدى الشركات التابعة لمجموعة طيران أيسلندا [الإنجليزية]
 (بالإنجليزية: Icelandair Group).

## معرض صور

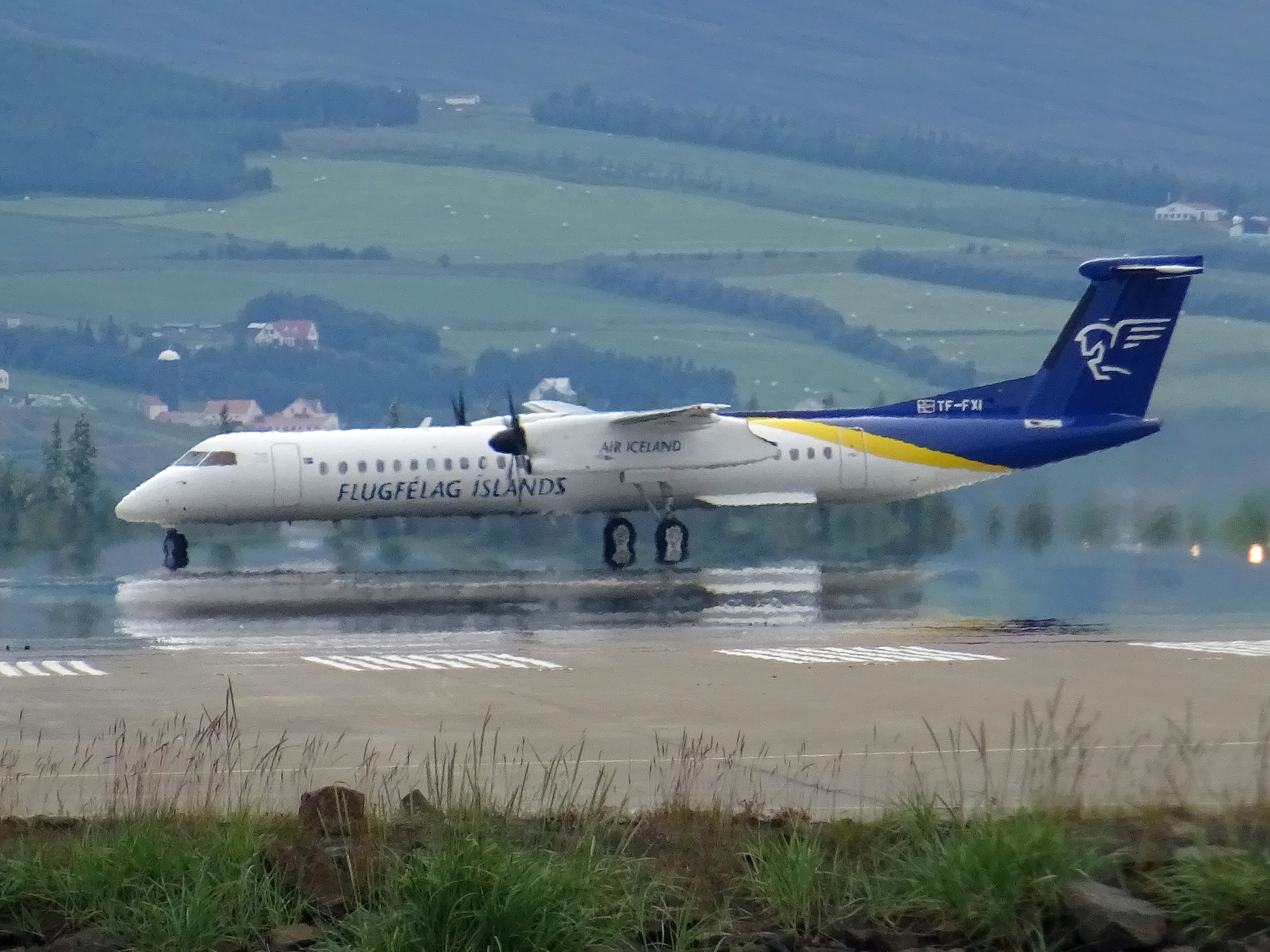
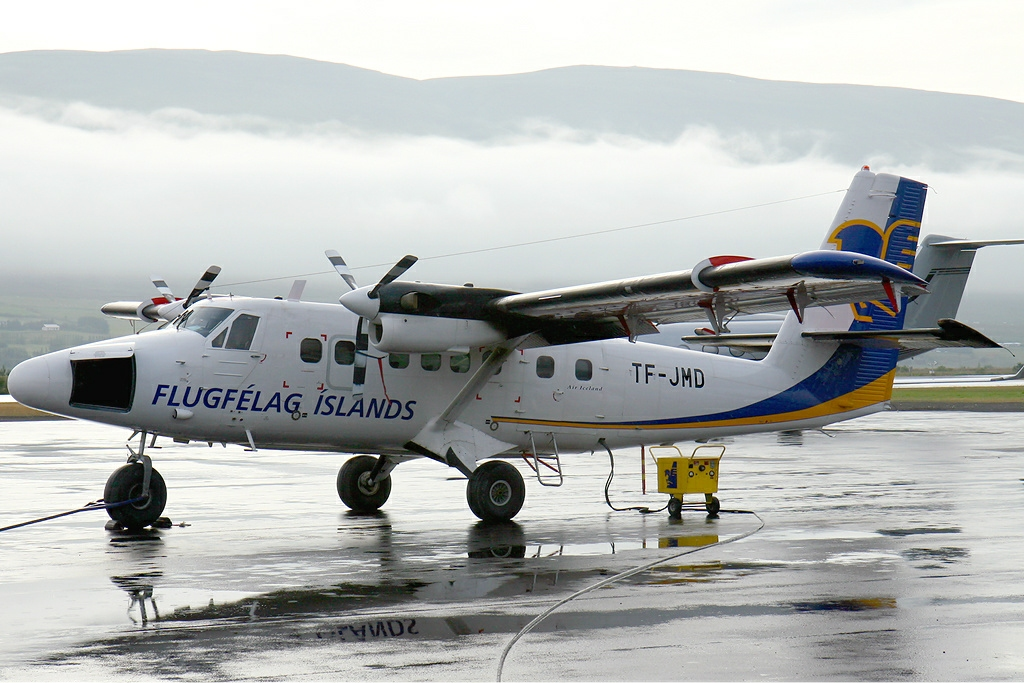
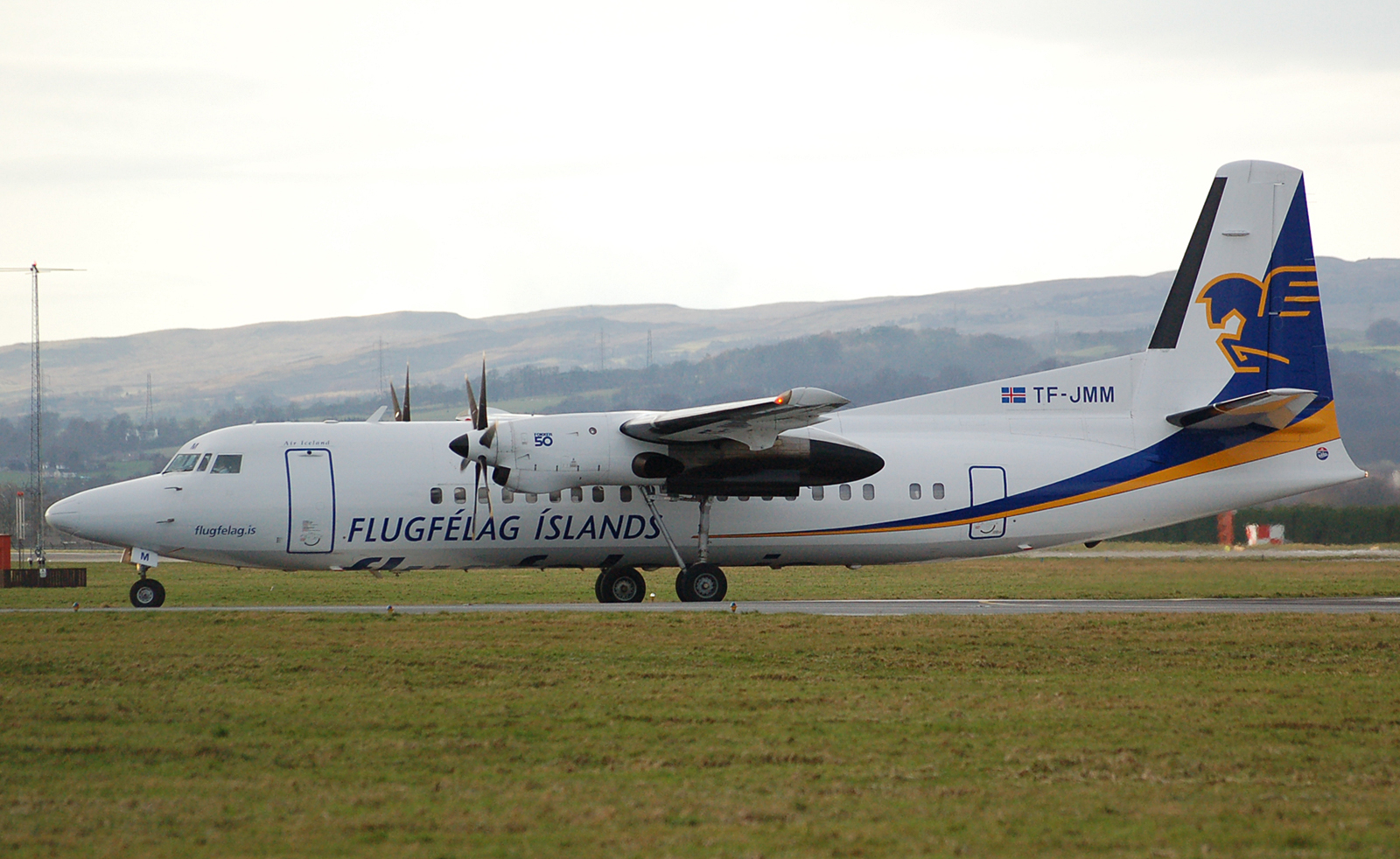
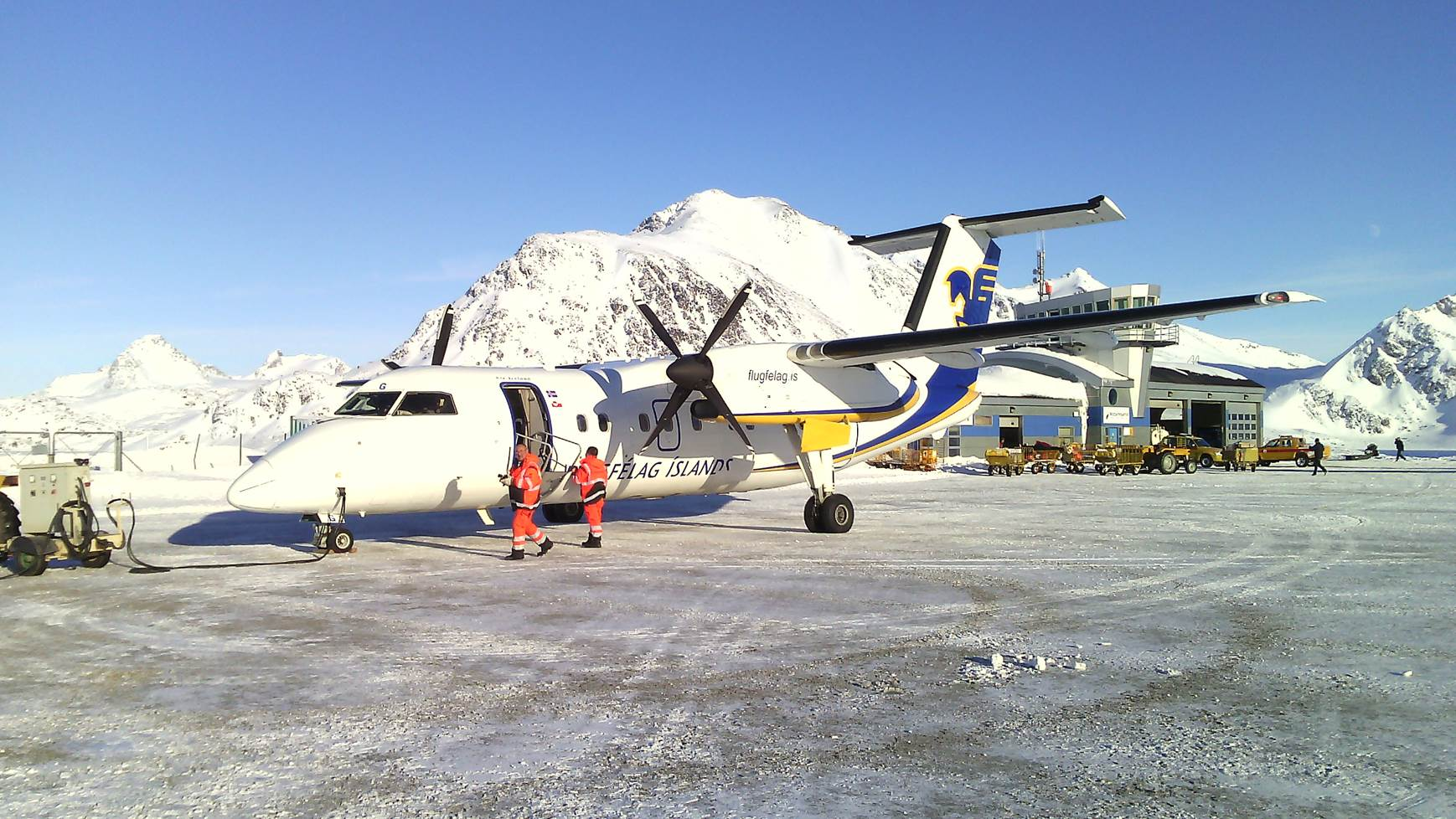